# Манітоба (озеро)
Маніто́ба (англ. Lake Manitoba) — тринадцяте за розміром озеро в Канаді, 33-є за розміром прісноводне озеро в світі. Розташоване в центрі Північної Америки, в канадській провінції Манітоба та розташоване приблизно на 75 км північніше від міста Вінніпег, столиці провінції Манітоба.
Неправильної форми озеро — найменше із групи трьох великих озер. Інші два — Вінніпег і Вінніпегосіс, які є залишками колишнього великого прильодовикового озера Агассис. В озері є великий острів, в якому є озеро, в якому також є кілька островів. Розвинене рибальство.

## Риболовля
Озеро Манітоба є одним із трьох головних озер для комерційного рибальства Манітоби, яка щорічно приносить 30 мільйонів доларів.
Основні промислові види риби, що виловлюються в озері Манітоба, змінилися з 19 століття до судаку жовтого, судаку канадського та окуня жовтого сьогодні. Спостерігається значне збільшення грубої риби, як-от коропа. Улов туллібі залишається високим, хоча він і не вважається промисловим видом.
Загальний зареєстрований вилов промислового зимового рибальства на озері знизився з 6,8 кілотонн (15 × 106 фунтів) на рік наприкінці 1940-х років до менш ніж 2,0 кілотонн (4,5 × 106 фунтів) у 2002 році.

## Галерея

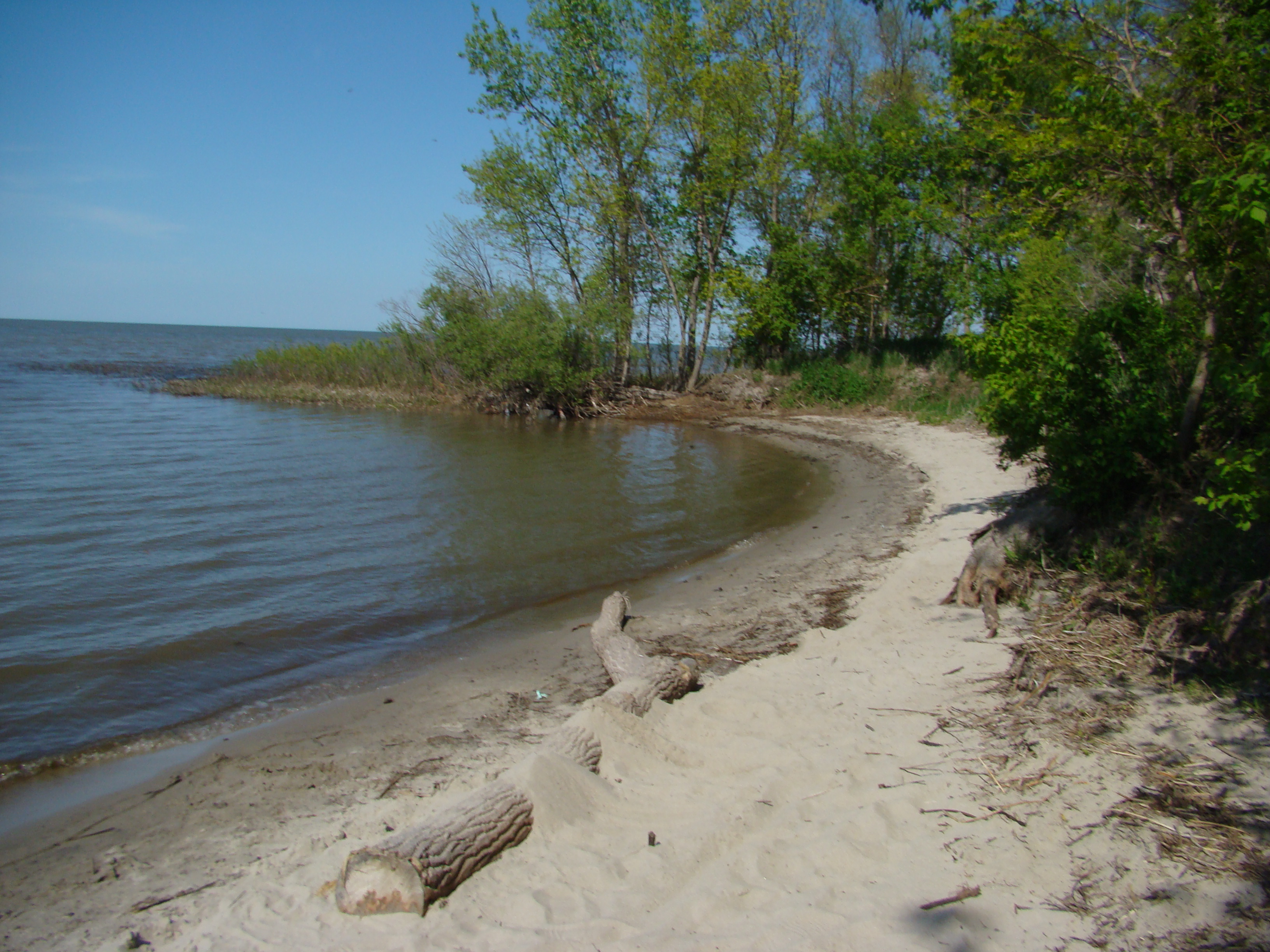
Пляж Дельта
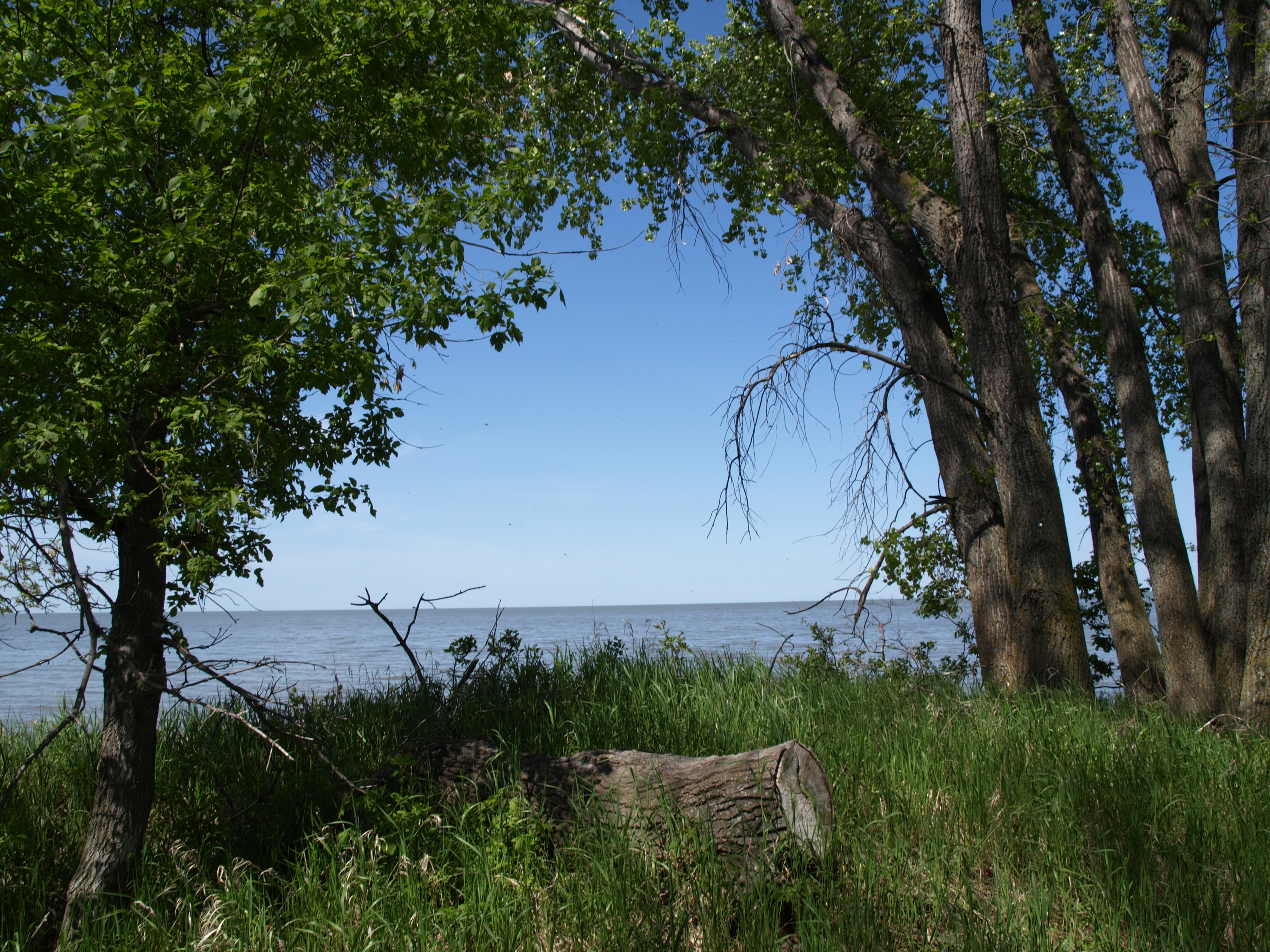
Озеро Манітоба з польової станції Дельта Марш
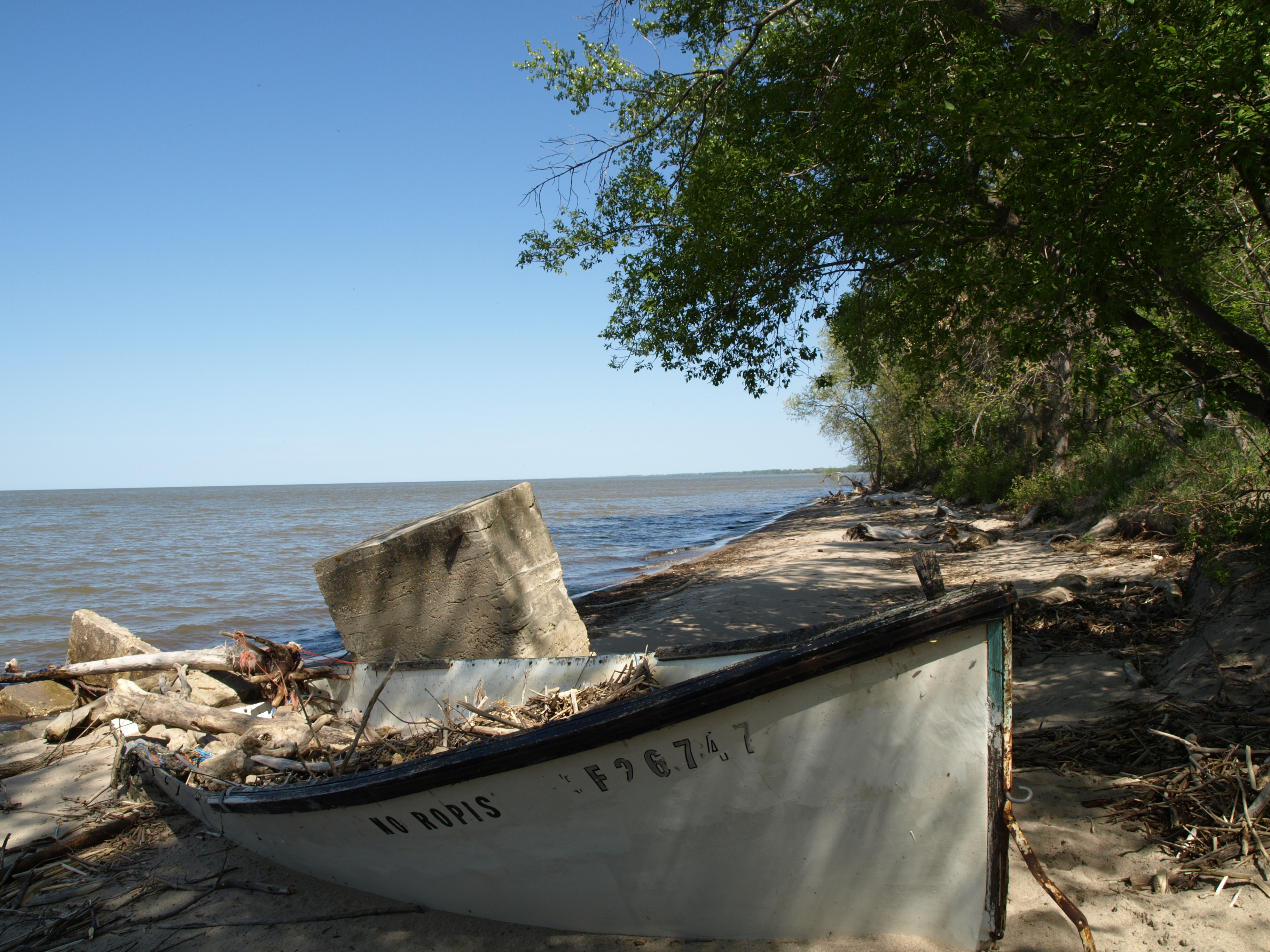
Озеро Манітоба з польової станції Дельта Марш
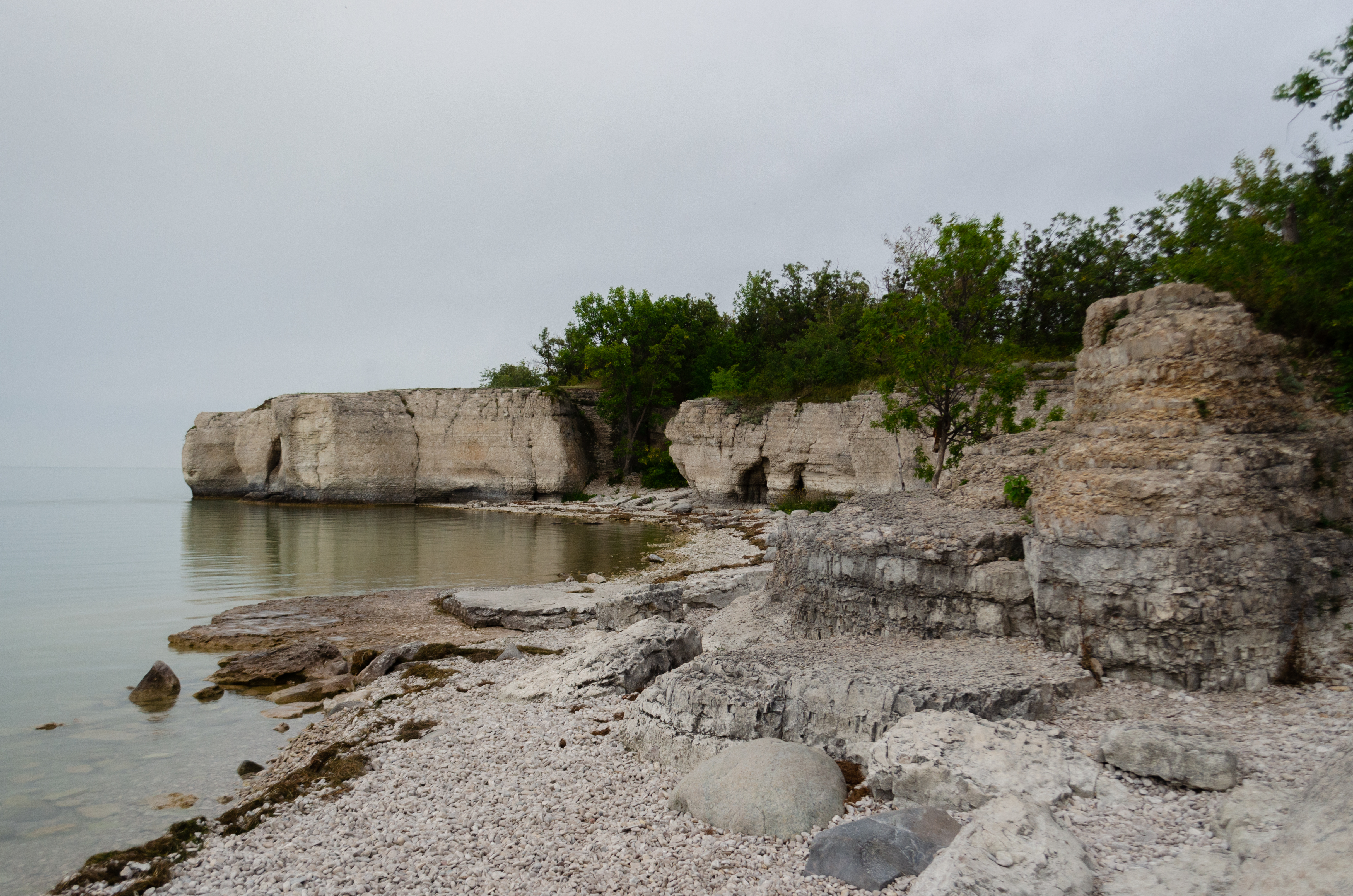
Вапнякові кліфи біля Стип Рок
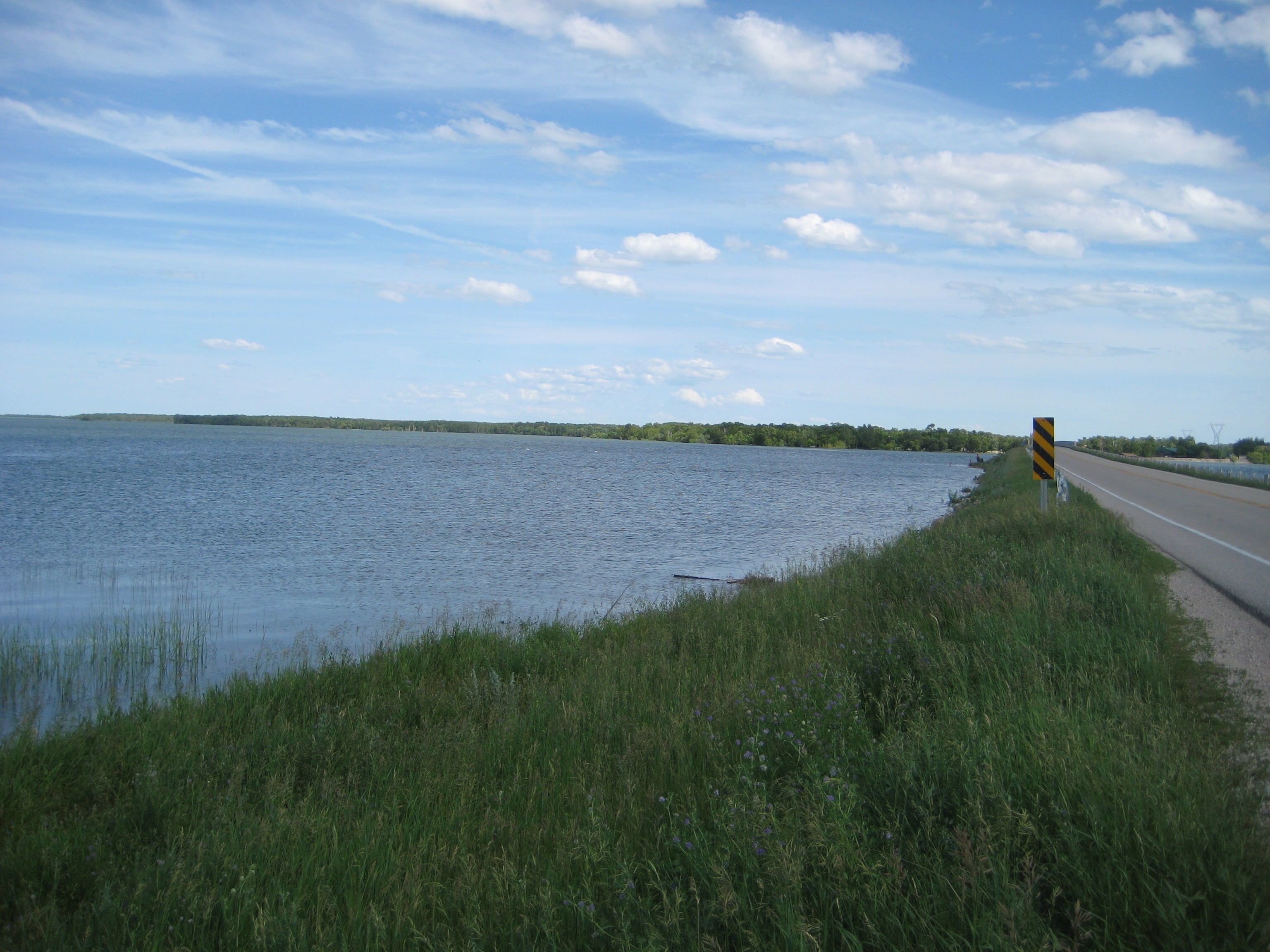
Озеро Манітоба
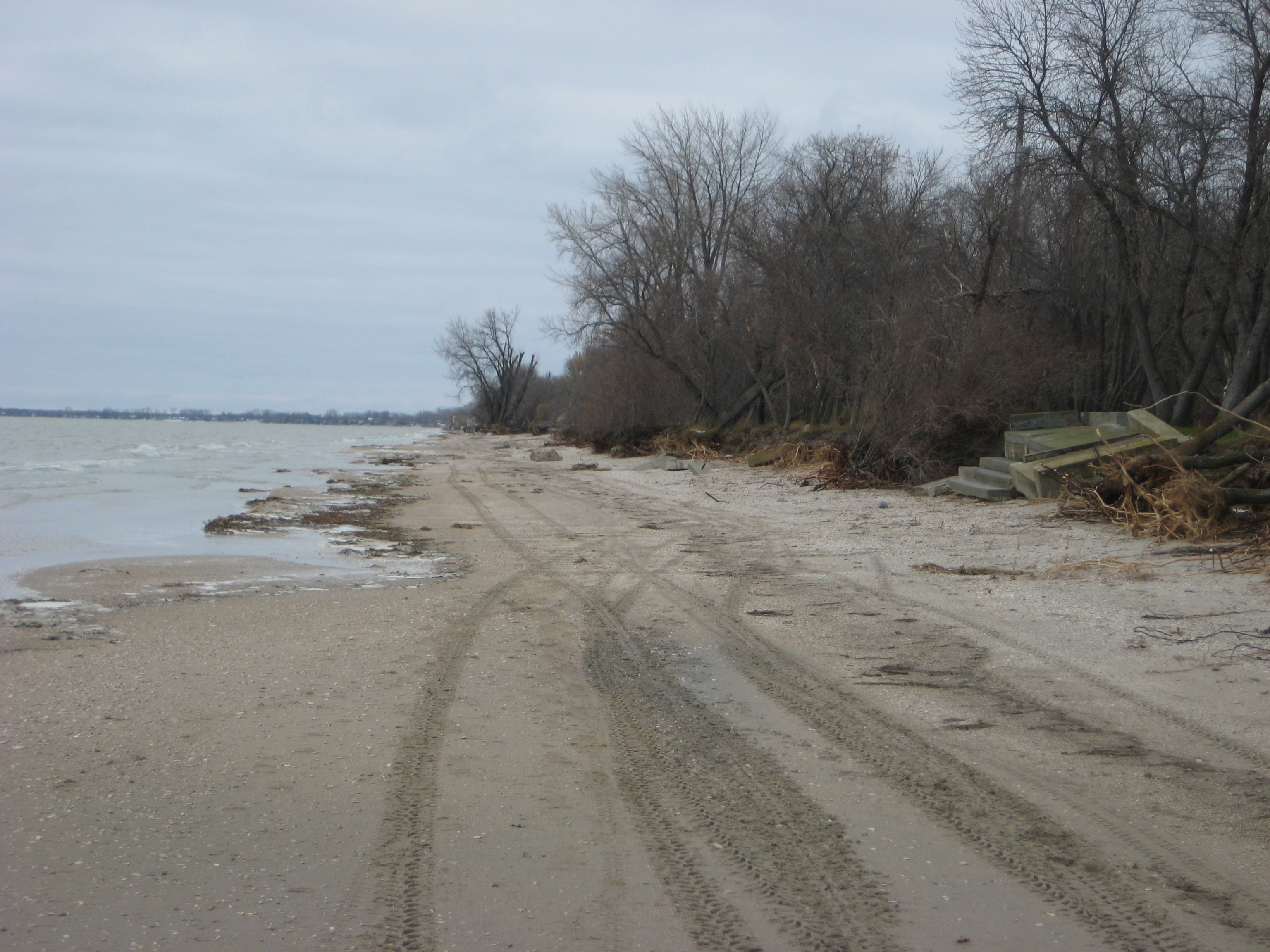
Пляж Твін Лейк, жовтень 2010
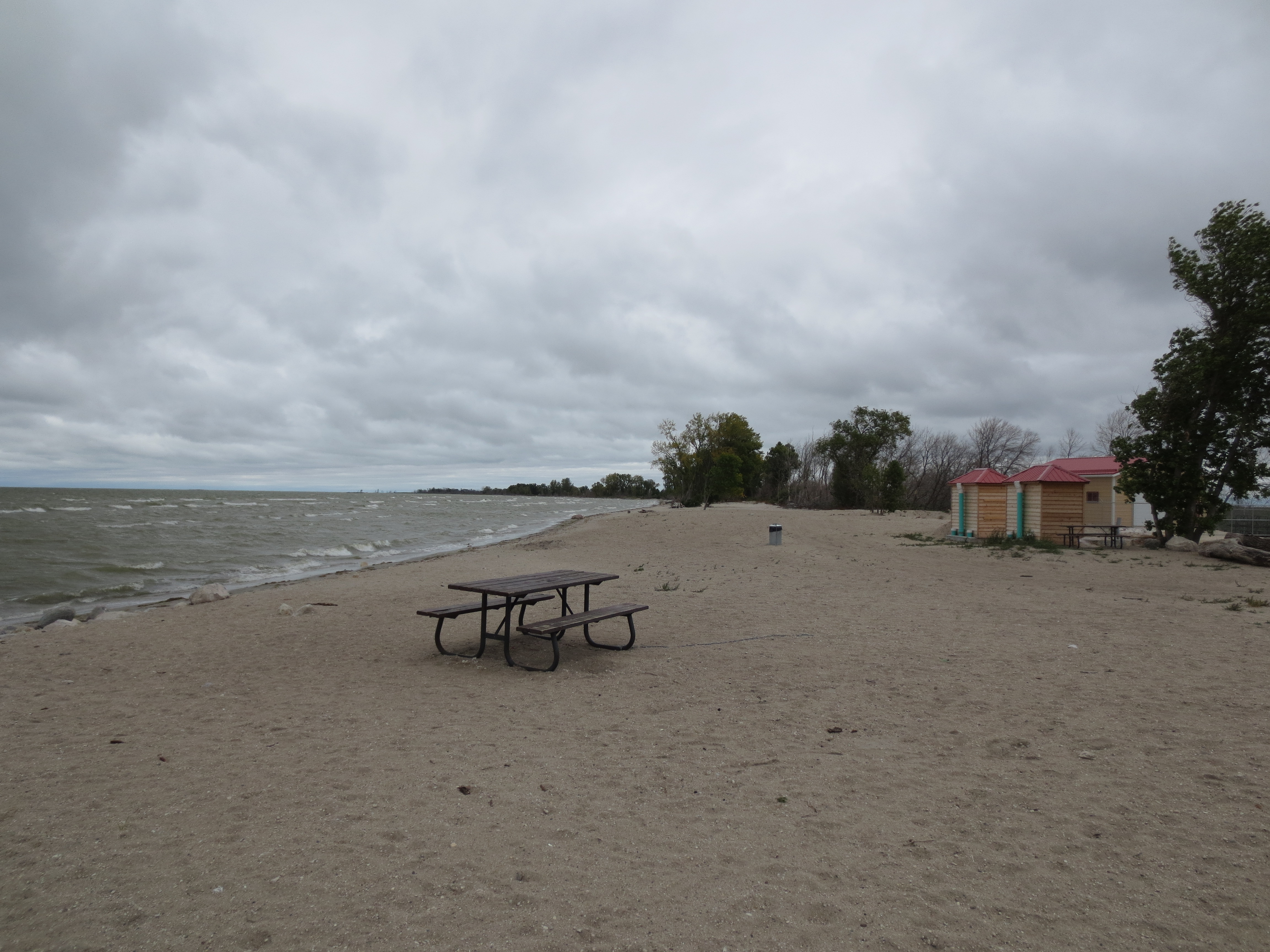
Пляж провінційного парку Сант Амбройсе
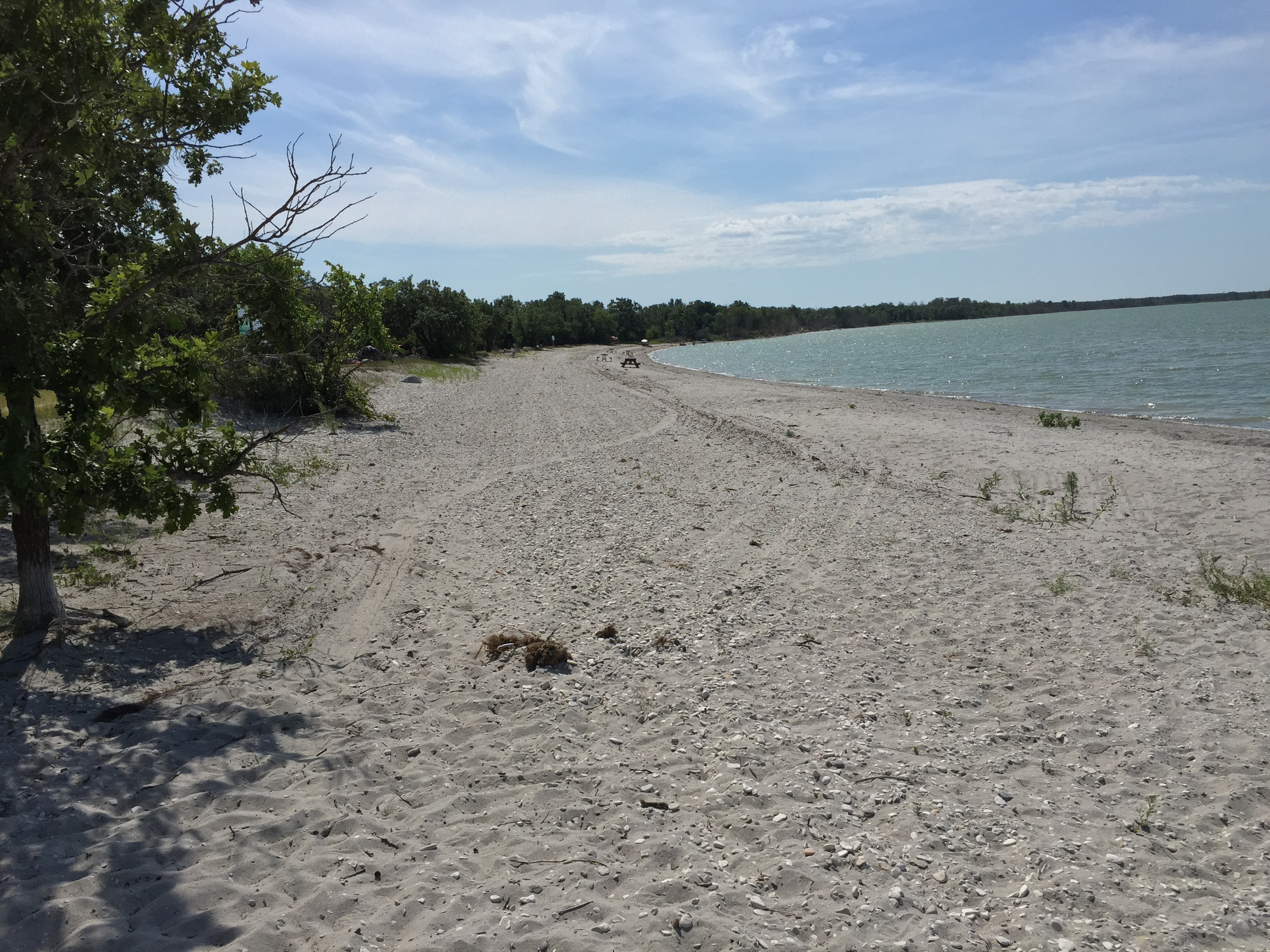
Пляж провінційного парку Вотчхорн

| Канада | Це незавершена стаття з географії Канади. Ви можете допомогти проєкту, виправивши або дописавши її. |

1. ↑  http://wldb.ilec.or.jp/Details/Lake/SNAM-088
2. ↑  https://web.archive.org/web/20060925040430/http://www.gov.mb.ca/conservation/fish/